# Pralina di cioccolato
Una pralina di cioccolato è un piccolo cioccolatino ripieno.
Nel 1912 il cioccolataio belga Jean Neuhaus pensa di ricoprire una classica pralina di cioccolato, nasce così la prima pralina farcita, chiamata anche pralina belga.

## Preparazione
La preparazione delle praline si divide in quattro fasi:
- Scioglimento o fusione del cioccolato di copertura a 45-50 °C
- Temperaggio: raffreddamento del cioccolato di copertura a 29-32 °C
- Copertura del soggetti (o ripieno) con il cioccolato temperato
- Raffreddamento delle praline finite a 15 °C

## Le praline nella letteratura
Philibert Schogt ha dedicato il libro La bottega del cioccolato alle praline di cioccolato.